# Конституция Чувашской АССР (1926)
Конституция Чувашской АССР 1926 года — первый основной закон Чувашской Автономной Социалистической Советской Республики.

## История
Принята 31 января 1926 года. Текст Конституции Чувашской АССР не был утвержден ВЦИК РСФСР и Съездом Советов РСФСР. В результате, жизнедеятельность Чувашской АССР осуществлялась в соответствии с Конституцией СССР 1924 г. и Конституцией РСФСР 1925 г., а также законодательными актами, принятыми в Чувашской АССР. 
Первым основным законом, непосредственно действующим на территории Чувашской АССР, стала Конституция Чувашской АССР 1937 года, которая была утверждена Верховным Советом РСФСР 30 июня 1940 года.

## Содержание
В начале конституции «Декларация образования Чувашской Автономной Социалистической Советской Республики». «Долгий путь упорной борьбы прошел чувашский народ за своё освобождение. В течение многих веков чувашские трудящиеся массы находились под тяжелым гнетом самодержавия. Героическими усилиями отстаивал чувашский народ свою экономическую и национальную независимость, культуру, быт и язык в борьбе с угнетателями и притеснителями». «Стоя на страже равноправия всех национальностей, чувашские трудящиеся массы признают братскую солидарность всех национальностей Чувашской Республики необходимым условием экономического и культурного развития».
Состояла из 87 статей, которые были в 13 главах. Все положения конституции были демократичными. Труд был провозглашён одной из обязанностей, также говорилось о бесплатном образовании. Конституция признала официальными русский и чувашский языки. Регулировалась система выборов в органы власти.